# NGC 3018
NGC 3018 је спирална галаксија у сазвежђу Секстант која се налази на NGC листи објеката дубоког неба.
Деклинација објекта је + 0° 37' 22" а ректасцензија 9h 49m 41,6s. Привидна величина (магнитуда) објекта NGC 3018 износи 13,3 а фотографска магнитуда 14,1. NGC 3018 је још познат и под ознакама UGC 5265, MCG 0-25-21, CGCG 7-42, VV 620, KCPG 216A, PGC 28258.